# Periodo intermedio antico
Il periodo intermedio antico o periodo intermedio antico delle alte culture è il lasso di tempo della protostoria delle Ande centrali compreso tra l'orizzonte antico e l'orizzonte medio; secondo la maggior parte delle cronologie proposte, questa fase storica comincia nel 200 a.C. e termina nel 600 circa.
Il periodo intermedio antico si caratterizza per la formazione nell'area andina centrale di una serie di regni e culture regionali tra loro diversi nel campo sociale, artistico e religioso, in assenza di una influenza culturale dominante come era stata la cultura Chavín nel precedente orizzonte antico. All'interno di questo lasso si tempo si registrano la formazione e l'espansione di diverse civiltà: appartengono a questo periodo i resti archeologici attribuiti alle culture Nazca, Moche, Recuay e Cajamarca.
La fine del periodo intermedio antico e l'inizio del successivo orizzonte medio coincidono con l'espansione delle civiltà sovraregionali Huari e Tiahuanaco.

## Cronologia
In un saggio scritto nel 1962, l'archeologo statunitense John Howland Rowe propose di suddividere in diversi periodi e orizzonti la cronologia preincaica delle Ande centrali. L'ipotesi prevedeva di chiamare periodo preceramico l'intero lasso di tempo compreso tra la comparsa dell'uomo nella regione e la produzione dei primi manufatti in ceramica; a partire dal 1700 a.C., dopo un primo periodo iniziale, Rowe ha indicato tre diversi orizzonti, caratterizzati dal dominio di alcune culture sovraregionali, intervallati da due diversi periodi intermedi. Il primo di questi, chiamato periodo intermedio antico, era inserito tra l'orizzonte antico, nel quale sembrava dominante l'influenza culturale chavín, e l'orizzonte medio, caratterizzato dal dominio delle civiltà Huari e Tiahuanaco.
Nel 1974 l'archeologo peruviano Luis Lumbreras propose una nuova suddivisione che, per i lassi di tempo più lunghi e più vicini alla nostra epoca, si rivela simile alla cronologia di Rowe; per approssimativamente lo stesso intervallo temporale chiamato da Rowe “intermedio antico” coniò la definizione di “periodo di sviluppo regionale”. Le cronologie proposte fissano tale periodo, che nei saggi storici di lingua inglese è spesso indicato con l'acronimo EIP (abbreviazione di Early Intermediate Period), tra il 200 a.C. e il 600 d.C. circa.

## Caratteristiche principali
Per definizione, il periodo intermedio antico ha inizio alla conclusione dell'orizzonte antico, a seguito del tramonto dell'influenza chavín. Quest'ultima era stata evidente nella sierra andina e sulla costa settentrionale peruviana, mentre sul litorale meridionale si era limitata ad incidere sugli stilemi artistici senza però riuscire a imporre un potere in grado di organizzare lavori su larga scala; l'altopiano del lago Titicaca era invece rimasto al di fuori del contesto culturale chavín, come sembra indicare l'assenza di reperti attribuibili ad esso.
Per motivi che restano sconosciuti agli archeologi, i siti chavín presenti sulla costa furono abbandonati, mentre il centro cerimoniale di Chavín de Huantar arrestò il suo sviluppo. Nel periodo immediatamente successivo si assiste alla nascita di numerose culture locali in diverse aree geografiche; parallelamente, i reperti archeologici registrano un aumento delle situazioni di conflitto e una generale crescita della popolazione, protagonista di una sempre maggiore stratificazione della società.
Tra le più importanti civiltà emerse durante il periodo intermedio antico figurano quelle dei Moche sulla costa settentrionale peruviana, dei Recuay nella zona montana di Ancash e dei Nazca sulla costa meridionale; altre culture dell'epoca, conosciute quasi esclusivamente per la loro produzione artistica, sono la Lima sulla costa centrale, la Pucara nel Perù meridionale e la Chiripa nel nord della Bolivia.
La fine del periodo intermedio antico e l'inizio dell'orizzonte medio coincidono con l'espandersi dell'influenza delle culture Huari e Tiahuanaco, che a partire dall'VIII secolo formarono due veri e propri imperi sovraregionali.